# 요한 슈타미츠

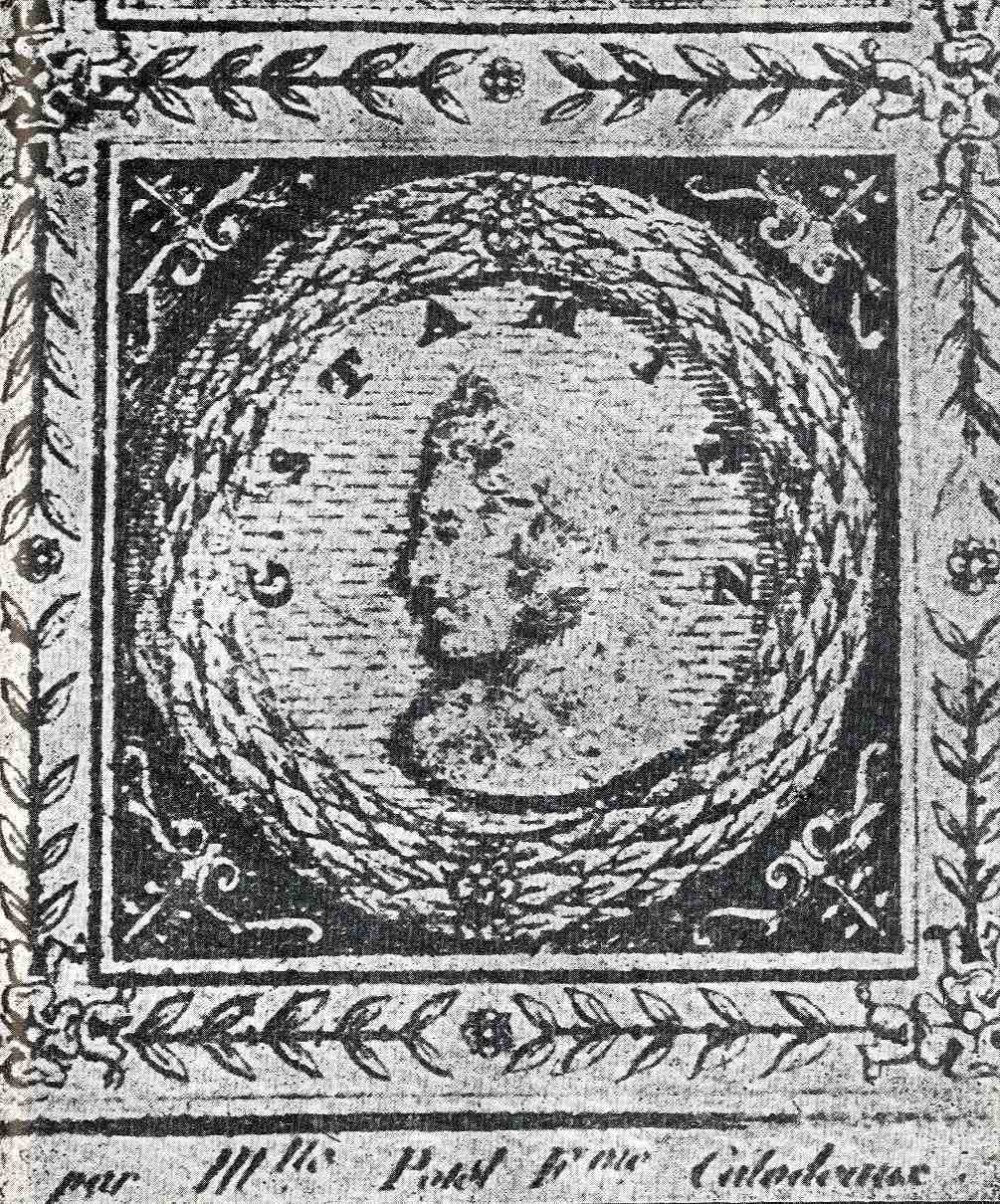
요한 슈타미츠

요한 슈타미츠(Johann Wenzel Anton Stamitz, 체코어: Jan Václav Antonín Stamic, 1717년 6월 17일~ 1757년 3월 27일)는 체코인 작곡자이자 바이올리니스트이다. 요한은 작곡가 칼 슈타미츠와 안톤 슈타미츠의 아버지이기도 하다. 그의 음악은 바로크 시대에서 고전파 시대로 넘어가는 과도기를 반영하고 있다.

## 생애
요한 슈타미츠는 네메츠키 브로트(Německý Brod, 오늘날의 하블리치쿠프 브로트Havlíčkův Brod)에서 태어났다. 그는 셋째 아들로 태어나, 유아기 이후에도 살아남았다. 1717년 6월 19일에 세례를 받았는데, 아마 세례 하루 이틀 전에 태어난 것으로 보인다. 그의 이름은 출생 기록에 얀 바츨라프 안토닌 슈타미츠(Jan Waczlaw Antonin Stamitz)로 나와있다. 슈타미츠 가(家)는 매우 예술적인 집안이었는데, 그의 아버지 안토닌 이그나츠(Antonín Ignác)는 교회 오르가니스트였으며, 이후에는 상인, 지주, 시 의원이었다. 그의 세 아들 역시 예술적이었다. 요셉 프란티셰크(Joseph František)는 화가였으며, 안토닌 타데아시(Antonín Tadeáš)와 바츨라프 얀은 둘 다 음악가였다. 슈타미츠는 네메츠키 브로트에서 공부를 시작했으며, 음악 교육은 아버지에게서 받은 듯하다. 1728년에 그는 이흘라바(Jihlava)에 있는 보헤미아 예수회의 김나지움에 등록하여 음악 교육을 받았다. 이 곳의 수준 높은 음악 교육을 받은 학생들은 유럽의 중요한 음악가들이었다.
슈타미츠는 1734	~1735년 사시에 프라하 대학에서 학습 기간을 보냈다. 1년 만에 그는 대학을 떠나 바이올린 연주자의 길을 걷게 된다. 1735년 대학을 떠나 1741년 만하임에 자리잡기까지 6년간의 행적은 모호하다.
1741년 혹은 1742년에 그는 만하임 궁정에서 봉직한다. 필시 이 계약은 선거후의 가까운 동맹자인 칼 알베르트(Carl Albert, 칼 7세)가 보헤미아에 출정하고 대관식을 할 당시 만남 덕분이었을 것이다. 칼 테오도르(Carl Theodor)는 일 년도 채 되지 않아 숙부인 선거후 칼 필립(Carl Philipp)을 계승했는데, 1742년 1월, 만하임에서 슈타미츠는 칼 테오도르의 결혼식 축제 행사의 일부를 연주했다. 바이에른의 칼 알베르트는 이 결혼식의 하객이었던 것이다.
만하임에서 슈타미츠는 순식간에 발전하는데, 1743년에 “Erster Hoff Violinist” 즉 제1 궁정 바이올리니스트가 된다. 그는 급료를 200 굴덴 인상받아, 만하임의 연주자 중 가장 많은 900 굴덴을 받는 연주자였다. 1747 혹은 1746년에 그는 콘서트 마이스터(Concertmeister)의 칭호를 얻는다. 만하임 악파와 만하임 오케스트라로 특징지어지는 이 악파는 콘서트 마이스터의 우선적인 책무였으며, 슈타미츠는 공연, 협주곡, 오케스트라 작곡을 준비하고 지휘해야 했다. 1750년 2월 27일에 그는 기악 감독으로 불렸다. 그 밖에도 슈타미츠는 오페라의 오케스트라 반주나 실내악 연주, 발레, 무도회, 교회 업무도 맡아야 했다.
슈타미츠는 1744년 7월 1일에 마리아 안토니아 루네본(Antonia Luneborn)과 결혼했다. 그들은 다섯 자녀를 두었는데, 칼 필립(Carl Phillip), 마리아 프란시스코(Maria Francisco), 안톤 타데우스 네포무크(Anton Thadaus Nepomuk), 그리고 유아기에 죽은 두 아이가 있다.
1754년 늦은 여름에 즈음하여, 슈타미츠는 일 년동안 파리로 오랜 여행을 떠나는데, 아마도 음악 후원자인 알렉산드르 르 리셰 드 라 푸플리니에르( Alexandre Le Riche de La Poupelinière)가 초대한 까닭인 듯하다. 그와 함께 머물면서 슈타미츠는 1754년 9월 8일에 파리의 콩세르 스피리튀엘( Concert Spirituel)에서 첫 공개 연주를 했다. 그가 파리에서 성공하면서, 그의 관현악 3중주, Op.1을 출판하게 되었으며, 여러 파리 출판업자들도 다른 작품들을 출판했을 것이다.
슈타미츠는 1755년 가을 즈음에 만하임으로 돌아온 듯하다. 그곳에서 그는 2년도 채 안되어 39세의 나이로 생을 마감한다. 그의 사망 기록에는 다음과 같이 전한다.
"1757년 3월 30일. 궁정 음악 감독 요한 슈타미츠 묻히다. 그의 예술에 있어 명인이었으며, 그와 같은 음악은 거의 찾을 수 없다. 장례식을 치르다."

## 작품
슈타미츠의 가장 중요한 작품은 58개의 교향곡과 10개의 3중주이다. 이 관현악 3중주는 흔히 교향곡으로 분류되기도 하지만, 교향곡과 실내악 3중주의 중간쯤 되며, 파트별로 더블링(doubling)하기도, 혹은 더블링 없이 연주하기도 한다. 또 협주곡도 있는데, 수많은 바이올린 협주곡, 적어도 두 개의 하프시코드 협주곡, 12개의 플룻 협주곡, 오보에 협주곡 하나, 클라리넷 협주곡 하나가 있다. 특히 클라리넷 협주곡은 이 악기의 협주곡 중에서도 초기에 속한다. (최초의 클라리넷 협주곡은 요한 멜히오르 몰터(Johann Melchior Molter)가 1740년대에 쓴 여섯 곡으로 추정된다.) 그리고 그는 여덟 개의 성악 작품 뿐 아니라 다양한 악기를 조합한 수많은 실내악곡을 작곡했는데, 성악곡으로는 널리 연주되는 미사 D장조가 있다.
18세기 음악가 중에 요한 슈타미츠 본인 외에 다섯 명이나 슈타미츠 성을 가진 사람이 있어서(그 중 네 명은 요한 슈타미츠의 직계 혈족이다.), 그의 작품을 정리할 때는 이름 스펠링을 달리 쓰는 경우 때문에 혼동이 따르기 마련이다. 사실 요한 슈타미츠와 그의 아들인 칼과 안톤의 작품을 구분할 때는 별 문제가 없다. 그러나 이름 ‘스타인메츠(Steinmetz)’과 슈타미츠의 관계에선 상당히 혼란이 생기는데, 18세기에 ‘스타인메츠’라는 음악가가 적어도 두 명은 있었기 때문이다.

## 고전 교향곡의 혁신
슈타미츠는 오케스트라 구성을 확대하여, 작곡에서 관악 부분의 중요도를 높였다. 1750년의 그의 교향곡 작품들은 여덟 부분으로 구성되는데, 네 개의 현악 부분과 호른 둘, 오보에 둘로서 플룻과 클라리넷으로 대체할 수도 있었다. 호른은 현을 화음으로 받쳐줄 뿐 아니라 독주 선율도 있다. 그는 처음으로 오보에의 독립된 선율을 둔 작곡가 중 한 사람이다.
교향곡에서 최초로 4악장 구성을 채택한 점도 그의 중요한 업적이다. 이 구성의 제3악장에는 미뉴엣과 트리오가 나오며, 다음 악장으로는 프레스토(Presto) 혹은 프레스티시모(Prestissimo)가 나온다. 이런 경우가 있었지만, 슈타미츠는 처음으로 이 구성을 영속적으로 적용하여, 반 이상의 그의 교향곡 작품과 열 개의 관현악 3중주 작품 중 9개 작품이 네 악장으로 이루어져 있다. 그는 소나타 형식의 발전에도 공헌했다.
그는 자신의 작품에서 이탈리아 오페라에서 원래 발전했던 특성들을 도입하여 확대했다. 늘어난 크레센도(crescendo) 패시지나 여러 역동적인 효과가 바로 그것이다. 슈타미츠는 간결한 혹은 육중한 화성 기조를 결합하며, 작품과 느린 화성적 리듬, 제한된 화음 표현들이 부분별로 특징이 두드러지게 작곡했다. 이탈리아 오페라처럼 그의 작품은 포르테(forte) 부분에서 강한 리듬의 활기와 박력과 더불어 제시부에서 주선율의 변화를 보여준다.

## 참조
- Johann Stamitz
- Biography and works for viola d'amore
- 'Johann (Wenzel Anton) [Jan Waczlaw (Václav) Antonin (Antonín)] Stamitz', Grove Music Online ed. L. Macy , <http://www.grovemusic.com보관됨+2008-05-16+-+웨이백+머신>
- Wolf, Eugene K. The Symphonies of Johann Stamitz: A Study in the Formation of the Classic Style. Bohn, Scheltema & Holkema 1981 ISBN 90-313-0346-1
- Wright, Craig, Bryan Simms. Music in Western Civilization: Volume B – The Baroque and Classical Eras Thompson Schirmer 2006 ISBN 0-495-00868-0

## 같이 보기
- (영어) Category:Compositions by Johann Stamitz